# Tropodiaptomus episcopus
Tropodiaptomus episcopus is een eenoogkreeftjessoort uit de familie van de Diaptomidae. De wetenschappelijke naam van de soort is voor het eerst geldig gepubliceerd in 1930 door Brehm.